# Крістіна Вокер
Крістіна Вокер (9 травня 1996 , Коквітлам, Британська Колумбія ) — канадська веслувальниця, срібна призерка Олімпійських ігор 2024 року.

## Виступи на Олімпіадах
| Олімпіада  | Дисципліна | Місце |
| ---------- | ---------- | ----- |
| Токіо 2020 | четвірки   | 10    |
| Париж 2024 | вісімки    | 2     |

## Зовнішні посилання
- Крістіна Вокер на сайті World Rowing (англійська)
- Крістіна Вокер на сайті Olympedia (англійська)